# اشراق (گروه موسیقی)
گروه موسیقی اشراق، در سال ۱۳۷۸ به سرپرستی و آهنگسازی اصغر محمدی با آلبوم «ظهور» به خوانندگی ایرج بسطامی، شروع به
فعالیت نمود.
سال ۱۳۷۷ گروه اشراق اولین کنسرت خود را در زنجان اجرا کرده و در سال ۷۹ آلبوم ظهور با آواز استاد ایرج بسطامی واهنگسازی اصغر محمدی ضبط و در سال ۸۱ منتشر گردید وسال ۸۵ آلبوم یاران موافق به سرپرستی وآهنگسازی اصغر محمدی منتشر وکنسرتهای زیادی را در شهرهای مختلف کشور به اجرا گذاشته‌اند.

## اجراها
1. اجرای کنسرت در سال۷۵ نوازنده سنتور
2. اجرای کنسرت در سال۷۷ در زنجان
3. اجرای کنسرت در سال ۸۶ ابهر
4. اجرا کنسرت زنجان در سال ۸۶
5. اجرای کنسرت در تالار وحدت دانشگاه کرمان
6. اجرای کنسرت تهران تالار وحدت در سال ۸۶
7. تالار حجاب با آواز علی جهاندار در سال ۸۷
8. دانشگاه امیر کبیر با آواز علی جهاندار در سال۸۶
9. اجرای کنسرت در سال ۸۸ در زنجان
10. اجرای کنسرت در سال ۸۹ در زنجان
11. اجرای گروهی در سال ۸۶ در جشنواره موسیقی زنجان
12. کسب مقام دوم در بیست و چهارمین جشنواره بین‌المللی
13. اجرای کنسرت صدای مهر آواز عیرضا قربانی[۱]
14. اجرای کنسرت سال ۸۷ در قزوین
15. داوری سه سال جشنواره موسیقی زنجان
16. اجرا کنسرت بمدت ۷ شب در کشور تاجیکستان

- ضبط تنظیم و آهنکسازی تصنیف غدیر وکسب مقام اول در تولیدات مراکزصداوسیما درسطح کشورسال ۸۸
- ضبط قطعه دوضربی وکسب مقام آهنگساز برتر سال کشور در سال ۸۹
- ضبط و تنطیم ۵ آلبوم دیگر که ۹۰٪ کار آنها به اتمام رسیده درمرحله پایانی می‌باشد.